# SMG$
SMG$ — библиотека подпрограмм управления экраном (Screen Management) в OpenVMS. Эти подпрограммы позволяют программам создавать текстовые интерфейсы в виде терминалов. Схожесть по своей концепции с библиотекой ncurses сделало её популярной в области программирования под UNIX.

## Дополнительные источники
OpenVMS RTL Screen Management (SMG$) Manual (на веб-сайте фирмы HP)